# 封懿
封懿（4世紀—417年），字处德，勃海郡蓨县（今河北省衡水市景县）人，前秦、后燕、北魏官员。

## 生平
封懿的曾祖封释是西晋东夷校尉，父亲封放是前燕慕容𬀩时期的吏部尚书，哥哥封孚是南燕慕容超时期的太尉。封懿卓异壮美有才华，能撰写文章，与哥哥封孚虽然器量学行有高下，但是名声官位差不多。
建元二十一年（385年）八月，燕王慕容垂派遣慕容麟和慕容隆从信都郡攻打勃海郡和清河郡。慕容麟攻击前秦勃海郡太守封懿，将他俘虏，因此驻扎于历口。封懿在后燕慕容宝时期官至中书令、民部尚书，封德阳乡侯。
长乐元年（399年）八月，慕容宝失败后，封懿归附北魏，出任给事黄门侍郎、都坐大官、宁朔将军，封章安子。魏道武帝拓跋焘多次引见封懿，询问慕容氏从前的事，封懿因为回答轻忽怠慢，被罢官回家。魏明元帝拓跋嗣初年，封懿再度被征召担任都坐大官，爵位升为侯爵，与崔玄伯、梁越、燕凤等人入宫讲解儒家著作，议论朝廷政事。永兴四年（412年）十二月，封懿向魏明元帝进献白色的獐。泰常二年（417年），封懿去世。封懿撰写的《燕书》，很是流行于世。

## 其他
封懿和同乡高韬互相推重尊敬。

## 家族

### 儿子
- 封玄之
- 封虔之，北魏太原王国左常侍

### 孙子
- 封魔奴，北魏使持节、冠军将军、怀州刺史、渤海定公

## 延伸阅读
[在维基数据编辑]
 《魏書·卷32》，出自魏收《魏书》
 《北史/卷024》，出自李延壽《北史》